# Satori
Cet article concerne le terme du bouddhisme zen qui désigne l'éveil spirituel. Pour le roman de Don Winslow, voir Satori (roman).

Satori, en japonais

Satori (japonais 悟り satori ; chinois, issu du chinois : 悟 ; pinyin : wù ; litt. « comprendre, réaliser ») est un terme des bouddhismes chan, son, zen et thiền qui désigne l'éveil spirituel. La signification littérale du mot japonais est « compréhension ». Il est parfois utilisé à la place de kenshō (chinois : 見性 ; pinyin : jiànxìng ; litt. « voir la nature/caractère ou propriété »), toutefois kenshō désigne la première perception de la nature de bouddha ou « vraie nature » — une expérience qui ne dure pas. Le satori par contre désigne une expérience qui se prolonge, à l'instar d'un bébé qui apprend à marcher — après beaucoup d'efforts il se tient debout, trouve son équilibre et fait quelques pas puis tombe (kenshō). Après un effort prolongé l'enfant se rendra compte un jour qu'il peut marcher tout le temps (satori). 
Ce n'est pas une compréhension intellectuelle, mais une « compréhension directe », qui ne se fait pas par la parole ni des concepts. Il y a différents degrés dans l'expérience de satori qui peut être « plus ou moins profonde, plus ou moins définitive ». Le satori le plus profond est appelé Daigo-tettei (en).
Il est de coutume de parler de satori quand on évoque la réalisation soudaine de l'éveil de maîtres zen, mais aussi de Bouddha (le terme pouvant être une traduction du sanskrit bodhi).

## Définition
Selon D.T. Suzuki : « Le satori peut être défini comme une saisie intuitive de la nature des choses par opposition à la compréhension analytique qu'on peut en avoir. Concrètement parlant, cela signifie qu'il y a déploiement d'un monde nouveau jusqu'alors non perçu dans la confusion d'un esprit formé de façon dualiste... »

## Aspect transitoire
Le bouddhisme zen reconnaît dans l'éveil une expérience transitoire dans la vie, presque traduisible mot à mot par épiphanie, et le satori est la réalisation d'un état d'éveil épiphanique. Comme d'après la philosophie zen toute chose est transitoire, la nature transitoire du satori n'est pas vue dans l'aspect limitant qu'il aurait dans l'acception occidentale du mot « éveil ».
La nature transitoire du satori, par opposition au permanent nirvāna qu'on retrouve dans les traditions bouddhiques de l'Inde, doit énormément aux influences taoïstes sur le bouddhisme chan de Chine, à partir duquel le bouddhisme zen du Japon s'est développé. Le taoïsme est une philosophie mystique qui met l'accent sur la pureté du moment, alors que les racines hindoues du bouddhisme indien visent une vue dans une plus grande durée — vers la sortie du cycle karmique des réincarnations perpétuelles dans le monde matériel. De l'attention du taoïsme à l'importance du moment, et de la négation de l'existence individuelle ou d'un moi individuel du bouddhisme mahāyāna, est né le bouddhisme chan avec son concept d'état transitoire du satori.

## Cinq degrés de l’illumination
Dans l’école sōtō, la réalisation complète de l’éveil passe par cinq degrés de profondeurs pour lesquels les deux aspects opposés de la réalités sho et hen sont à réaliser comme relation réciproque :
1. Monde des phénomènes, véritable nature de chaque être.
2. Diversité des phénomènes, où la multiplicité est secondaire.
3. Vacuité : il n’y a plus conscience ni du corps ni de l’esprit.
4. Prise de conscience de la spécificité de chaque chose, la vacuité disparait.
5. La forme et le vide s’interpénètrent totalement.